# Tweed
Tweed (anglicky River Tweed, skotskou gaelštinou Uisge Thuaidh) je řeka v Anglii a ve Skotsku (Spojené království). Je 163 km dlouhá. Povodí má rozlohu 5000 km².

## Průběh toku
Pramení na Jihoskotské vysočině. Teče převážně na východ horskou a kopcovitou krajinou a na dolním toku po rovině. Ústí do Severního moře nedaleko města Berwick-upon-Tweed.

## Vodní režim
Průměrný roční průtok vody na dolním toku u města Norham činí 83 m³/s.

## Využití
Vodní doprava je možná poblíž ústí v době přílivu.